# 长花马唐
长花马唐（学名：Digitaria longiflora）为禾本科马唐属下的一个种。

## 扩展阅读
- 維基物種上的相關：长花马唐